# Jean-Baptiste Coudriet
 (mai 2011).
Si vous disposez d'ouvrages ou d'articles de référence ou si vous connaissez des sites web de qualité traitant du thème abordé ici, merci de compléter l'article en donnant les références utiles à sa vérifiabilité et en les liant à la section « Notes et références ».
Jean-Baptiste Coudriet, né le 10 mars 1814 à Oigney et décédé le 6 septembre 1883 à Levier, est l'auteur d'un mémoire sur Jonvelle (Haute-Saône), et la généalogie des possesseurs des lieux et alentours.

## Biographie
Il étudie à Pierrecourt, puis au collège Gérôme de Vesoul, à École et la théologie à Besançon. C'est un passionné d'histoire.
Il est ordonné prêtre en 1837 et donne des cours durant 15 ans, à Luxeuil puis à Besançon, au collège Saint-François-Xavier.
Il a été curé de Baume-les-Dames, Seveux, Lods, puis Levier.
Il décède à Levier le 6 septembre 1883.

## Membre de sociétés savantes
- Académie des sciences, belles-lettres et arts de Besançon et de Franche-Comté
- Comité des travaux historiques et scientifiques ; membre correspondant (1856-1858)

## Œuvres
- Histoire de Jonvelle en 1864, avec l'abbé Chatelet
- Histoire de Jussey, en 1876, avec l'abbé Chatelet
- Vie des Saints de Franche-Comté, en 1854, avec d'autres professeurs
- Manuscrit sur Saint Gilbert
- Notice manuscrite sur Port Abucin, Port-sur-Saône

## Source
- « COUDRIET Jean-Baptiste, abbé », sur le site du Cths